# Odwzorowanie pseudowalcowe
Odwzorowanie pseudowalcowe – odwzorowanie kartograficzne wyróżnione ze względu na obraz południków i równoleżników siatki w położeniu normalnym. W odwzorowaniu tym równoleżniki są liniami prostymi, równoległymi względem siebie, a południki – liniami krzywymi, symetrycznymi względem prostego południka środkowego.
Jednym z rodzajów odwzorowania pseudowalcowego jest odwzorowanie Mollweidego.